# ケラーマシン

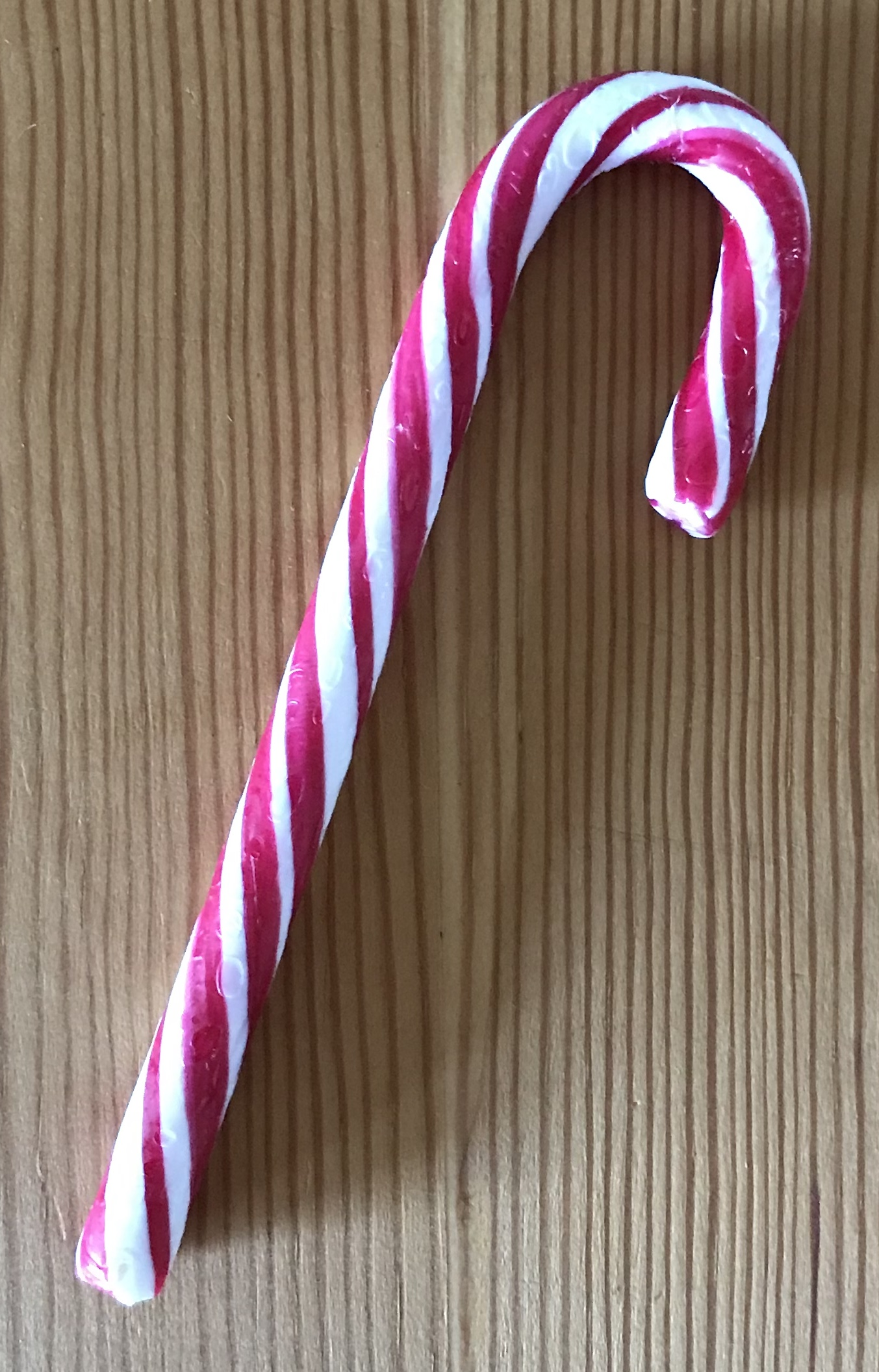
キャンディケイン。

ケラーマシン（Keller Machine）はキャンディケインを製造する際に湾曲部を成形するために使われる製造機械。

## 特許
1957年5月13日、「キャンディケイン成形機」の特許が、ローマカトリックの神父であり、教区での奉仕活動とは別に義兄のキャンディ会社を手伝っていたグレゴリー・H・ケラー神父によって出願された。この特許は当初、ケラー神父の義兄のロバート・E・マコーマックに譲渡された。マコーマックはボブス・キャンディーズの創業者である。

## 成形過程
まず、好みの長さにカットされた棒状のキャンディを機械に入れる。棒は1本1本曲げられるが、機械には棒の固定部とローラーが複数あり、次々と棒を曲げ続けることができる。各棒は機械に入ると、まず、曲げられる部分が突出した杖の直線部分を保持するグリッパーに位置決めされる。各グリッパーの片側には、突出した先端が曲げられるカーブした型がある。
キャンディスティックは、まず直角に曲げられ、傾斜面を通過して接触する。出願された特許では、この曲げ加工を完了させる機構について、2つの可能性が説明されている。
最初のバージョンでは、2つのスプロケットの周りにチェーンがあり、その上に少しずつお湾曲させるためのベンディングローラーが複数取り付けられている。各ベンディングローラーはカムに取り付けられており、カムは別の傾斜面に沿ってローラーを移動させ、杖の突出面に沿ってローラーを動かし、杖をダイの周りに完全に曲げていく。
第2バージョンでは、チェーンとスプロケットを車輪に置き換え、その上にベンディングローラーを搭載する方法である。

## 現在の製造方法
現代のキャンディケイン製造では、スティックを曲げる前にセロハンで包む。

## ボブス・キャンディーズ
ボブス・キャンディーズは2005年春にFarley's and Sathersに売却された、さらにFerrara Candy Companyと合併し、ボブスの名でキャンディーケインを作り続けている。